# Barmaki
Barmaki (ukr. Бармаки) – wieś na Ukrainie w rejonie rówieńskim obwodu rówieńskiego.

## Zabytki
- dwór wybudowany przez Szymona Zakrzewskiego pod koniec XVIII w. Parterowy budynek powstał na planie szerokiego prostokąta w stylu klasycystycznym[2].